# Copa de Clubes de la UAFA 2012-13
La Copa de Clubes de la UAFA 2012-13 es la primera edición (26º en general) de este torneo de fútbol a nivel de clubes del Mundo Árabe organizado por la UAFA y que contó con la participación de 22 equipos representantes de África del Norte, Medio Oriente y África del Este, 12 equipos menos que en la edición anterior.
Esta edición es una versión reformada de la anterior Liga de Campeones Árabe y cuyo campeón fue el USM Alger de Argelia, el cual venció en la final al Al-Arabi de Kuwait para coronarse campeón del torneo por primera vez.

## Ronda Clasificatoria

### Zona Africana

#### Primera Ronda
Todos los partidos se jugaron en Moroni, Comoras.
| Equipo 1        | Resultado | Equipo 2              |
| --------------- | --------- | --------------------- |
| Steal Nouvel FC | 3–2       | Garde Républicaine FC |
| Sahafi FC       | 1–0       | Garde Républicaine FC |
| Steal Nouvel FC | 4–2       | Sahafi FC             |

| Club                  | J | G | E | P | GF | GC | GD | Pts |
| --------------------- | - | - | - | - | -- | -- | -- | --- |
| Steal Nouvel FC       | 2 | 2 | 0 | 0 | 5  | 2  | +3 | 6   |
| Sahafi FC             | 2 | 1 | 0 | 1 | 1  | 2  | -1 | 3   |
| Garde Républicaine FC | 2 | 0 | 0 | 2 | 2  | 4  | -2 | 0   |

#### Segunda Ronda
| Equipo 1          | Agr. | Equipo 2      | Ida  | Vuelta |
| ----------------- | ---- | ------------- | ---- | ------ |
| ASC Tevragh Zeïna | 1–4  | USM Alger     | 0–2  | 1–2    |
| Steal Nouvel FC   | 4–5  | CR Belouizdad | w/o1 | 1–5    |
| Raja Casablanca   | 4–2  | CA Bizertin   | 4–0  | 0–2    |
| Al Khartoum SC    | 3–6  | Ismaily SC    | 3–1  | 0–5    |

1 El CR Belouizdad no se presentó al partido de ida, por lo que el resultado fue 3–0 a favor del Steal Nouvel FC.

### Zona Asiática

#### Primera Ronda
La ronda se jugó en el mes de junio.
| Equipo 1                    | Agr.    | Equipo 2               | Ida | Vuelta  |
| --------------------------- | ------- | ---------------------- | --- | ------- |
| Shaab Ibb                   | 3–3 (a) | Nejmeh SC              | 0–2 | 3–1     |
| Al-Oruba Sur                | 1–3     | Shabab Al-Dhahiriya SC | 1–0 | (w/o) 1 |
| Al Jahra SC                 | 1–3     | Al-Fateh SC            | 1–2 | 0–1     |
| Shabab Al Ordon Al Qadisiya | 1–1 (a) | Hidd SCC               | 1–1 | 0–0     |

1 El Al-Oruba Sur no se presentó al partido de vuelta, por lo que el resultado fue 3:0 a favor del Shabab Al-Dhahiriya SC.

#### Segunda Ronda
Clasificaron automáticamente a esta ronda:  Al-Nasr FC,  Al-Quwa Al-Jawiya,  Al-Baqa'a SC y  Al-Arabi SC.
El sorteo se realizó en Amán, Jordania el 29 de setiembre.
| Equipo 1          | Agr. | Equipo 2            | Ida | Vuelta |
| ----------------- | ---- | ------------------- | --- | ------ |
| Al Nassr          | 5–0  | Hidd                | 3–0 | 2–0    |
| Al-Quwa Al-Jawiya | 4–0  | Shabab Al-Dhahiriya | 3–0 | 1–0    |
| Al-Arabi          | 5–4  | Al-Fateh            | 3–2 | 2–2    |
| Shaab Ibb         | 1–3  | Al-Baqa'a           | 1–0 | 0–3    |

## Cuartos de final
| Equipo 1          | Agr.        | Equipo 2        | Ida | Vuelta |
| ----------------- | ----------- | --------------- | --- | ------ |
| Al-Quwa Al-Jawiya | 1–3         | Raja Casablanca | 1–1 | 0–2    |
| Al-Baqa'a         | 3–9         | USM Alger       | 1–6 | 2–3    |
| CR Belouizdad     | 2–2 (1–4 p) | Ismaily         | 1–1 | 1–1    |
| Al Nassr          | 3–4         | Al-Arabi        | 3–2 | 0–2    |

## Semifinales
| Equipo 1  | Agr.        | Equipo 2        | Ida | Vuelta |
| --------- | ----------- | --------------- | --- | ------ |
| USM Alger | 0–0 (4–3 p) | Ismaily         | 0–0 | 0–0    |
| Al-Arabi  | 3–3         | Raja Casablanca | 1–1 | 2–2    |

### Final
| Equipo 1 | Agr. | Equipo 2  | Ida | Vuelta |
| -------- | ---- | --------- | --- | ------ |
| Al-Arabi | 2–3  | USM Alger | 0-0 | 2–3    |

## Campeón
| Copa de Clubes de la UAFA 2012–13 |
| --------------------------------- |
| Bandera de Argelia                |
| USM Alger 1º Título               |

## Goleadores
| Pos. | Jugador             | Club                  | Goles |
| ---- | ------------------- | --------------------- | ----- |
| 1    | Lamouri Djediat     | USM Alger             | 4     |
| 1    | Fahad Al Rashidi    | Al-Arabi SC           | 4     |
| 3    | Noureddine Daham    | USM Alger             | 3     |
| 3    | Miki                | Steal Nouvel FC       | 3     |
| 3    | Hammadi Ahmad       | Al-Quwa Al-Jawiya     | 3     |
| 3    | Hussain Al-Moussawi | Al-Arabi SC           | 3     |
| 3    | Kader Fall          | Al-Arabi SC           | 3     |
| 3    | Élton               | Al-Fateh SC           | 3     |
| 9    | Islam Slimani       | CR Belouizdad         | 2     |
| 9    | Salim Hanifi        | USM Alger             | 2     |
| 9    | Lebyan Mohamed Issa | Garde Républicaine FC | 2     |
| 9    | Ahmed Ali           | Ismaily SC            | 2     |
| 9    | Ahmed Khairy        | Ismaily SC            | 2     |
| 9    | John Antwi          | Ismaily SC            | 2     |
| 9    | Adnan Adous         | Al-Baqa'a SC          | 2     |
| 9    | Wael Al Rifai       | Al-Baqa'a SC          | 2     |
| 9    | Ahmed Hayel         | Al-Arabi SC           | 2     |
| 9    | Abdelilah Hafidi    | Raja Casablanca       | 2     |
| 9    | Mouhcine Iajour     | Raja Casablanca       | 2     |
| 9    | Mouhssine Moutouali | Raja Casablanca       | 2     |
| 9    | Doris Fuakumputu    | Al-Fateh SC           | 2     |
| 9    | Mohammad Al-Sahlawi | Al Nassr              | 2     |
| 9    | Natiq Rajih         | Shaab Ibb             | 2     |